# Église Saint-Mercure du Caire
L'église Saint-Mercure (Abou Seifien) au Caire, dédiée à Saint Mercure, le "Saint aux deux épées" copte, a été construite au VIe siècle et a subi une rénovation intensive au XIIe siècle.

## Histoire de l'église
Cette église fut construite au deuxième siècle des martyres et fut détruite au quatrième siècle des martyrs (Selon le calendrier copte). 
Elle fut reconstruite durant le règne de Anba Abraam El Souriani le 62e patriarche, sur l’ordre du calife fatimide Al-Muʿizz li-Dīn Allāh à la suite du miracle du déplacement de la montagne Al Mokkatam. 
L'église fut détruite dans fameux incendie d'El Fostat mais fut reconstruite en 892 selon le calendrier des martyrs.
Cette église fut aussi la résidence du patriarcat pour un certain temps. Quatorze patriarche y furent ordonnés, dont le premier fut le Pape Ghabriel et le Pape Morcos.

### Relique
On trouve à cette église une boîte cylindrique faite d’un bois très précieux dans laquelle se trouve une partie des reliques du saint Abu Seifein (son bras). Une autre boîte cylindrique contenant une autre partie des reliques du saint homme se trouve au monastère des sœurs, juste à côté de l’église antique. 
Il existe aussi d’autres boîtes cylindriques comportant des reliques de saint Abu Seifein dans quelques églises: à l’église de la Vierge Marie El Damsharia au vieux Caire (à côté du monastère portant le nom du saint homme Abu Seifein), à l’église de la Vierge Marie à Haret Zwella (à côté du monastère de la Vierge Marie pour les sœurs) et à l’église de Anba Abraam à El Azab au Fayoum.

## Description
L'église se trouve à proximité du Caire copte mais néanmoins suffisamment éloigné de celui-ci pour trouver l'atmosphère calme que l'on peinera à retrouver dans l'église suspendue.
L'église de Saint Mercure se compose en fait de deux églises superposées, avec de nombreuses petites chapelles latérales, dédiées à différents saintes.
La chaire, l'une des plus belles du Caire, est décorée de mosaïques, et soutenue par 15 colonnes de marbre.
Des portes, dans le collatéral nord de l'église principale mène à une cour avec un baptistère et trois sanctuaires.
De belles fresques ont été mises à jour dans la galerie sud de l'église haute et sont en cours de restauration.
L'église se situe à proximité du Monastère Saint-Mercure

## Saint-Mercurius
Selon la légende, Saint Mercurius a reçu une épée d'un ange afin de lutter contre les barbares au IIIe siècle. Il a été martyrisé, mais il est apparu plus tard à l'empereur Julien l'apostat à l'occasion d'une bataille contre les Perses et l'a transpercé avec une épée. Dans l'art copte, Mercurius est toujours représenté tenant deux épées; son nom en arabe est Abou Sifine, ce qui signifie « le possesseur de deux épées », en référence à une seconde épée qui lui aurait été donnée par l'archange Michel.
Mercure de Césarée est notamment révéré par la communauté copte d'Égypte qui le nomme Abou Sifine.
L’Égypte put obtenir une partie des reliques du saint homme durant le règne de Anba Youannis le 94ième patriarche depuis Saint Marc.
Le Saint est célébré trois fois au cours de l'année.
- Le 9 Baouna de chaque année, le jour où une partie de ses reliques fut offerte à l’Égypte.

- Le 25 Hatour, le jour de son martyre.

- Le 25 Abib, le jour de l`inauguration de la première église portant son nom.

Ainsi, l’Église copte orthodoxe célèbre trois fêtes en souvenir de Saint Abu Sefien (Mercure).